# Luis de Ávila y Zúñiga
Luis de Ávila y Zúñiga (* um 1504 in Plasencia; † 24. September 1573 ebenda) war ein spanischer Diplomat, Feldherr und Geschichtsschreiber.

## Leben
Luis de Ávila y Zúñiga war Sohn des Grafen von Risco und schloss eine vorteilhafte Ehe mit einer Angehörigen des Hauses Zúñiga und Marquesa von Mirabel, wodurch er Verbindungen zum kastilischen Adel anknüpfen konnte. Er genoss das Vertrauen Karls V., der ihn zum Großkomtur des Alcántaraordens ernannte. 1535 begleitete er den Kaiser auf den Tunisfeldzug und 1541 auf die gescheiterte Expedition gegen Algier. Sodann kommandierte er 1546–47 einen Teil der spanischen Reiterei Karls V. während dessen Krieg gegen den Schmalkaldischen Bund sowie 1552 die Kavallerie vor Metz, als sich der Kaiser erfolglos dieser Stadt wieder zu bemächtigen suchte. Kurz danach kehrte er in seine Heimatstadt zurück und besuchte von dort aus öfters Karl V. im Kloster von Yuste, wohin sich der Kaiser nach seiner Abdankung 1556 zurückgezogen hatte. 1558 stand er auch am Totenbett Karls V. Dessen Sohn, König Philipp II. von Spanien, diente er als Gesandter bei den Päpsten Paul IV. und Pius IV., um auf eine Wiederaufnahme des Konzils von Trient zu drängen.

## Werk
Ávila y Zúñiga verfasste eine geschichtliche Darstellung des Schmalkaldischen Krieges, zwar parteiisch für Karl V., aber anschaulich und bündig in einfacher, lebendiger Sprache. Das auf Spanisch verfasste Werk, Comentario de la guerra de Alemania hecha por Carlos V en 1546 y 1547, wurde zuerst 1548 in Madrid und Venedig gedruckt (seitdem oft, zuletzt in der Bibliotheca de autores Españoles unter dem Titel Comentario de la guerra de Alemania, Madrid 1852) und von Ávila y Zúñiga auch italienisch bearbeitet (Brieve Commentario nella guerra della Germania …, Venedig 1548 u. ö.). Karl V. schätzte es sehr und bemerkte, dass Alexander trotz seiner Vollbringung glorreicherer Taten keinen so guten Chronisten gefunden habe.
Das Geschichtswerk wurde in mehrere andere Sprachen übertragen, so von Wilhelm Malinaeus ins Lateinische (Commentariorum de bello Germanico, a Carolo V Caesare maximo gesto, libri duo a Gulielmo Malinaes Brugensi latine redditi …, Antwerpen 1550). Französische Übersetzungen besorgten Matthieu Vaulchier, Waffenherold Karls V. (Commentaire de D. Loys d’Avila et Çuniga … de la guerre d’Allemaigne, faicte par Charles-Quint empereur, en 1546 et 1547, Antwerpen 1550) und Gilles Boilleau de Buillon, Aufseher von Cambrai (Commentaire du seigneur de don Loys d’Avila, contenant la guerre d’Allemaigne, faicte par l’empereur Charles V ès années 1546 et 1547 …, Paris 1551). Eine dritte französische Übertragung erschien unter dem Titel Histoire de la guerre civile d’Allemagne, sous l’empereur Charles-Quint (Paris 1672). Übersetzungen ins Deutsche verfassten Herzog Philipp Magnus von Braunschweig-Wolfenbüttel (Wolfenbüttel 1552), und Oberst Schulz (Geschichte des schmalkaldischen Krieges mit Zusätzen und Erläuterungen, Berlin 1853). John Wilkinson fertigte eine englische Übersetzung an (The Comentaries of Don Lewes de Auela and Suniga, great master of Acanter, which treateth of the great wars in Germany, made by Charles V Maximo, Emperoure of Rome …, London 1555).
Laut dem spanischen Bibliographen Nicolás Antonio (1617–1684) verfasste Ávila y Zúñiga auch eine ungedruckt gebliebene Geschichte der Feldzüge Karls V. in Nordafrika, doch scheint das diesbezügliche Manuskript nicht erhalten geblieben zu sein.